# Ачисай
Ачиса́й (каз. Ащысай) — село у складі Кентауської міської адміністрації Туркестанської області Казахстану. Адміністративний центр та єдиний населений пункт Ачисайського сільського округ.
У радянські часи село мало статус смт, пізніше до нього було приєднано сусідні села Акжар, Коржикай, Серго і Турлан.
Населення — 1677 осіб (2021; 2176 у 2009, 3839 у 1999, 6060 у 1989).
До 2008 року село мало статус селища. 27 червня 2016 року до села було приєднано територію площею 2,198 км².